# Kazuyuki Manabe
Kazuyuki Manabe (真鍋和幸, Manabe Kazuyuki, Mitoyo, 16 de fevereiro de 1970) é um ciclista profissional olímpico japonês, que atualmente compete para a equipe Matrix Powertag.
Manabe representou seu país durante os Jogos Olímpicos de Verão de 1996, em Atlanta.